# Амбивии
Амби́вии (лат. Ambivii) — древний плебейский род неустановленного происхождения, возникший в Риме незадолго до начала Второй Пунической войны. Среди его представителей истории наиболее известны следующие личности:
- Луций Амбивий Турпион (II в. до н. э.), выдающийся театральный актёр времён Теренция[1][2]. Античные авторы отмечали его ярко выраженную игру на подмостках[3], сравнивая его с Росцием Галлом[4];
- Марк Амбивий (I в. до н. э.), писал о поваренном и пекарном искусстве во времена диктатуры Луция Корнелия Суллы[5];
- Луций Амбивий, сын Луция, Пет (I в. до н. э.), имя фигурирует в надписи, обнаруженной на одном из камней Латинской дороги[6].